# 卡拉伊巴斯
卡拉伊巴斯是巴西巴伊亚州的一个市镇。总面积1125.474平方公里，总人口10121人，人口密度9人/平方公里。